# Celtis africana
Celtis africana là một loài thực vật có hoa trong họ Cannabaceae. Loài này được Burm.f. mô tả khoa học đầu tiên năm 1768.

## Hình ảnh

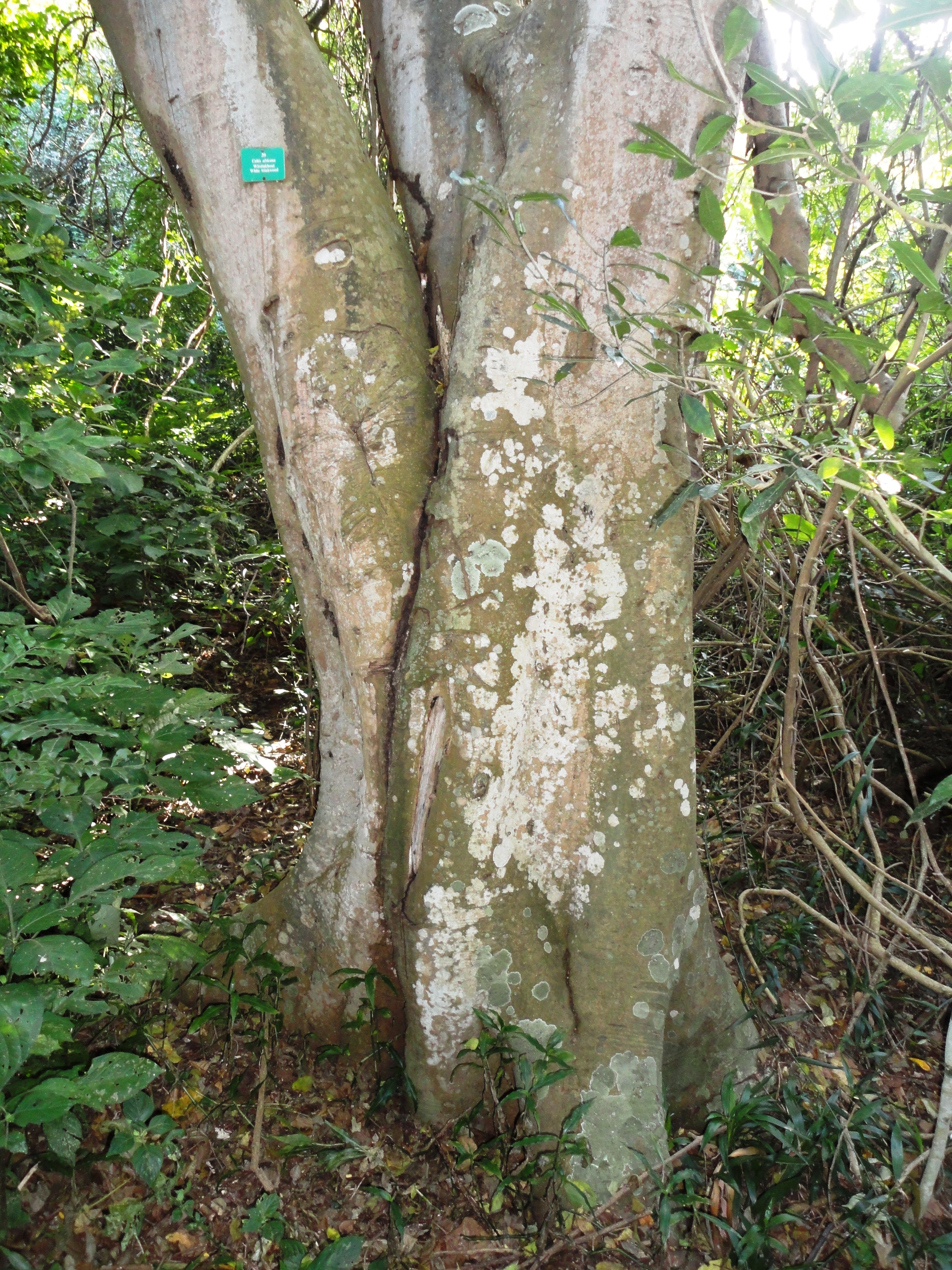
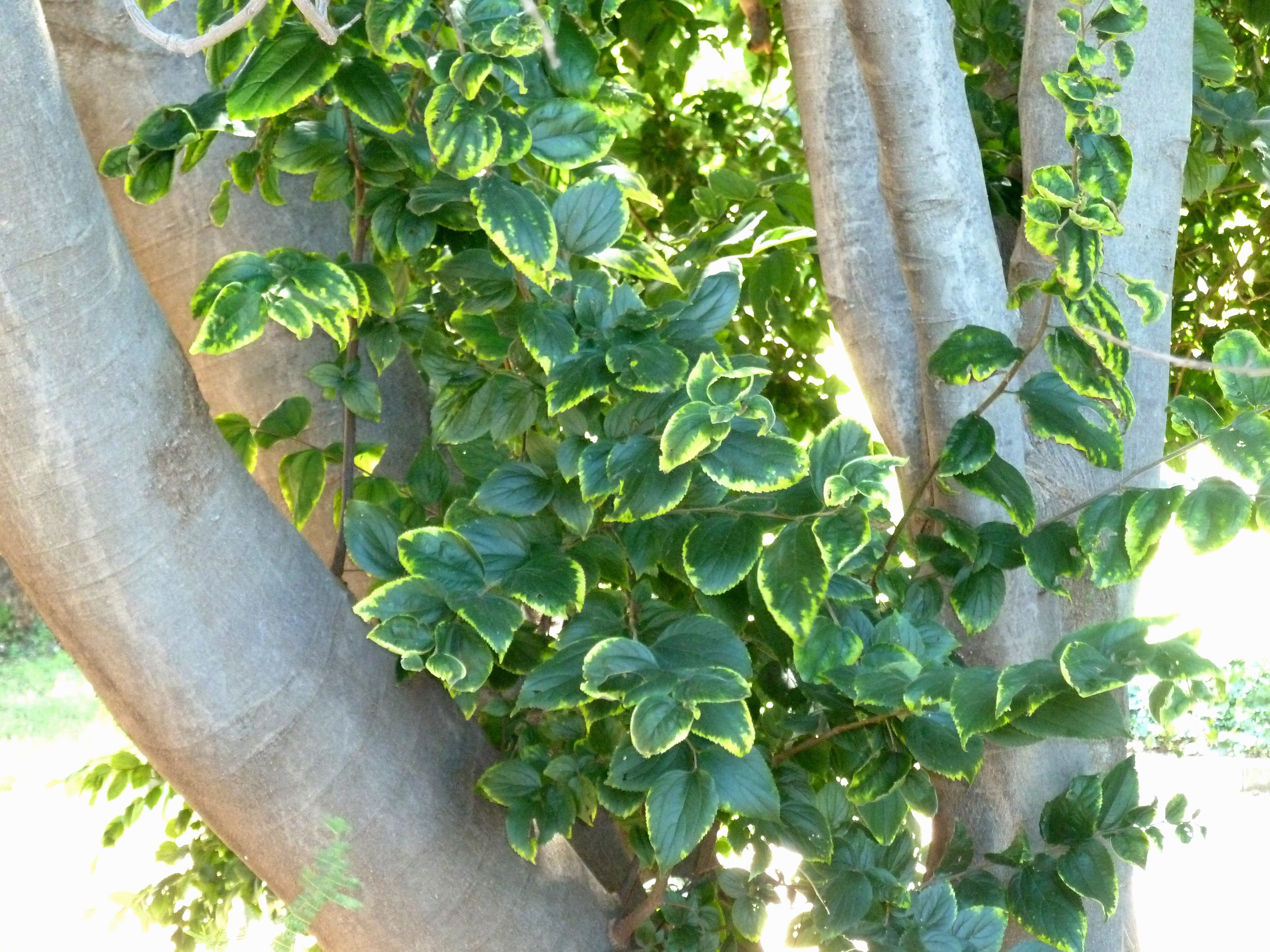
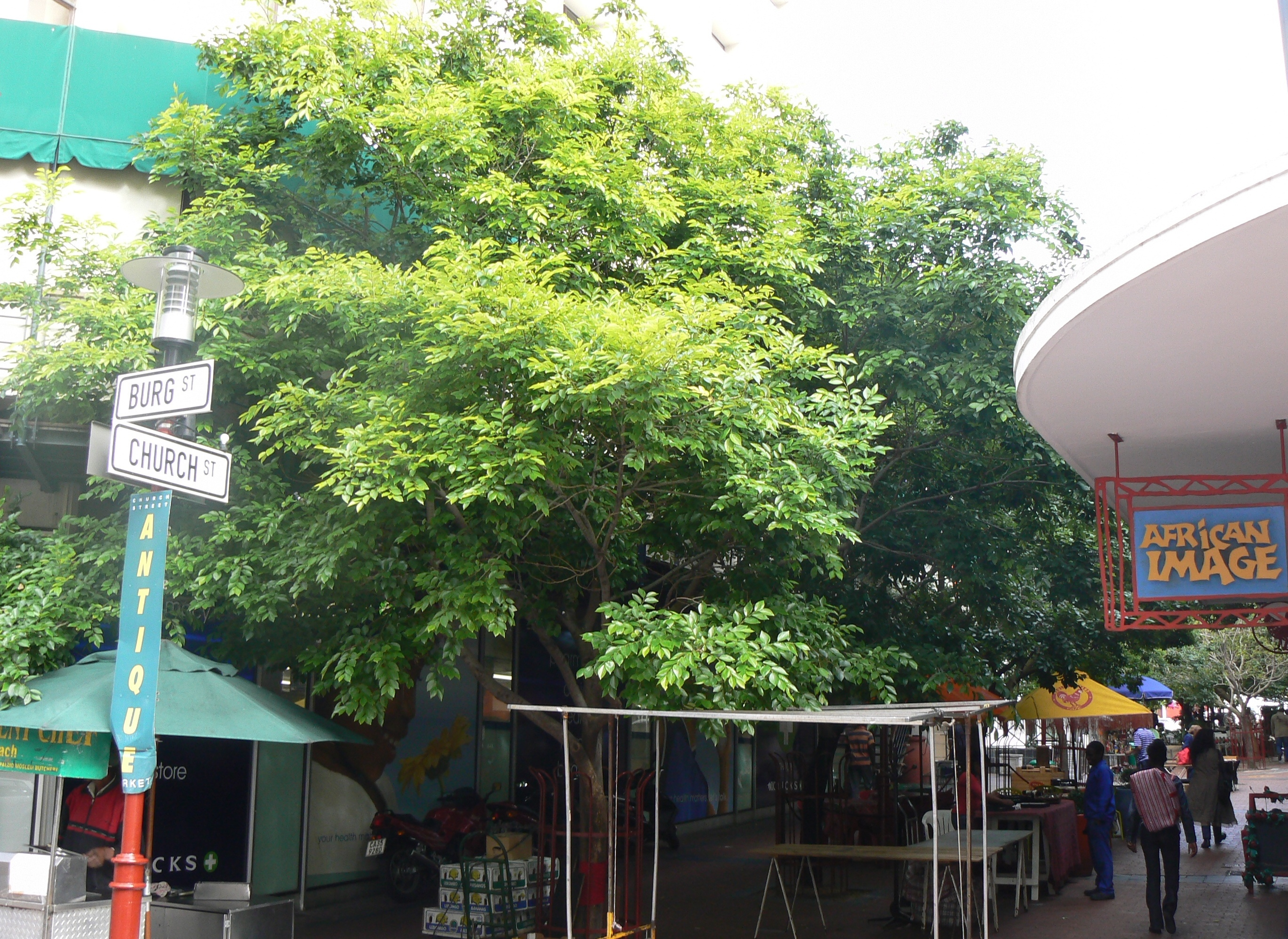
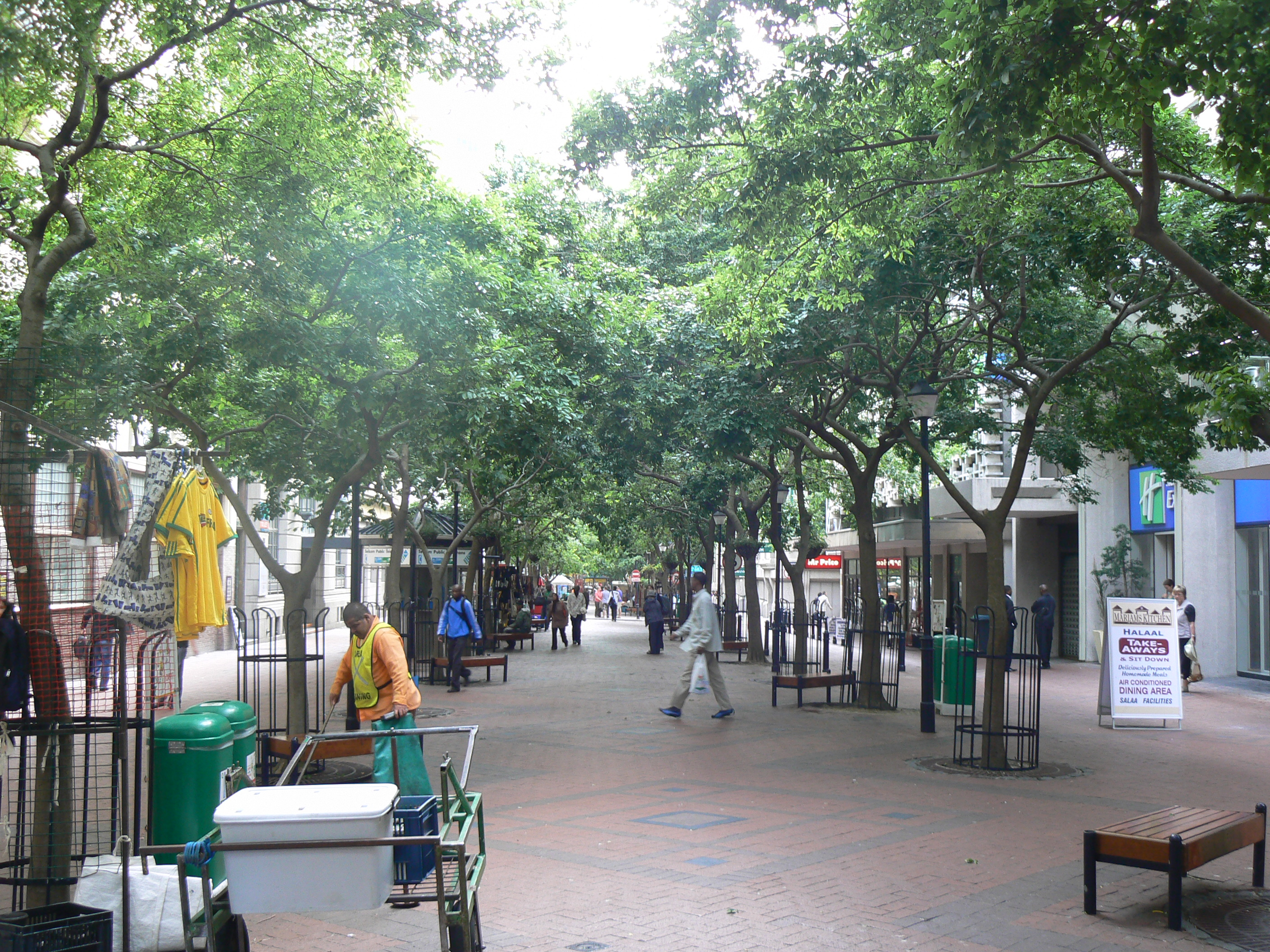